# Oliveira de Frades, Souto de Lafões e Sejães
Oliveira de Frades, Souto de Lafões e Sejães (oficialmente: União das Freguesias de Oliveira de Frades, Souto de Lafões e Sejães), é uma freguesia portuguesa do município de Oliveira de Frades, com 22,51 km² de área e 4006 habitantes (censo de 2021). A sua densidade populacional é 178 hab./km².

## História
Foi criada aquando da reorganização administrativa de 2012/2013, resultando da agregação das antigas freguesias de  Oliveira de Frades, Souto de Lafões e Sejães.
Esta agregação acabou com uma das particularidades do concelho de Oliveira de Frades: o facto de até aí ter tido uma das poucas freguesias portuguesas territorialmente descontínuas (Souto de Lafões).

Antigas freguesias que deram origem à União das Freguesias de Oliveira de Frades, Souto de Lafões e Sejães (Oliveira de Frades).

## Demografia
A população registada nos censos foi:
| Distribuição da População por Grupos Etários | Distribuição da População por Grupos Etários | Distribuição da População por Grupos Etários | Distribuição da População por Grupos Etários | Distribuição da População por Grupos Etários | Distribuição da População por Grupos Etários |
| -------------------------------------------- | -------------------------------------------- | -------------------------------------------- | -------------------------------------------- | -------------------------------------------- | -------------------------------------------- |
| Antes da agregação                           |                                              |                                              |                                              |                                              |                                              |
| Ano                                          | 0-14 anos                                    | 15-24 anos                                   | 25-64 anos                                   | >= 65 anos                                   | Total                                        |
| 2001                                         | 626                                          | 536                                          | 1682                                         | 518                                          | 3362                                         |
| 2011                                         | 712                                          | 463                                          | 2149                                         | 599                                          | 3923                                         |
| Após a agregação                             |                                              |                                              |                                              |                                              |                                              |
| Ano                                          | 0-14 anos                                    | 15-24 anos                                   | 25-64 anos                                   | >= 65 anos                                   | Total                                        |
| 2021                                         | 627                                          | 466                                          | 2149                                         | 764                                          | 4006                                         |